# Katarzyna Śląska
Katarzyna Śląska, również jako Kaśka Śląska (ur. 26 czerwca 1983 w Katowicach) – polska scenograf filmowa, polskich i zagranicznych produkcji. Absolwentka Akademii Sztuk Pięknych Wydziału Rzeźby i Scenografii.
Współpracowała z takimi reżyserami jak Kuba Czekaj, Constanze Knoche, Arkadiusz Biedrzycki czy Weronika Tofilska. Film Baby Bump ze scenografią jej autorstwa zdobył na 72. MFF w Wenecji nagrodę Queerowego Lwa - Wyróżnienie Specjalne oraz Wyróżnienie Specjalne na 40. FPFF w Gdyni: Złoty Pazur w konkursie "Inne Spojrzenie".

## Filmografia
Scenograf:
- Kolejny dzień (2008)
- Nie dotykając ziemi (2010)
- Bistro (2012)
- Częstotliwość drgań (2013)
- Na dystans (2014)
- Dół (2015)
- Baby Bump (2015)
- DJ (2017)
- Die Familie (2017)

## Nagrody i nominacje
- 2015 – Wyróżnienie specjalne Queerowy Lew za film Baby Bump na 72. MFF w Wenecji.
- 2015 – Wyróżnienie specjalne w konkursie "Inne spojrzenie" za film Baby Bump na 40. FPFF w Gdyni.